# Враги. История любви
«Враги. История любви» (англ. Enemies. A Love Story) — кинофильм. Экранизация одноимённого романа 1972 года Исаака Башевиса Зингера.

## Сюжет
Нью-Йорк, 1949 год. Продавец книг Герман Бродер, уцелевший во время Холокоста, женится на польской крестьянке, прятавшей его от фашистов и приезжает с ней в Америку. Вскоре он знакомится с молодой еврейской девушкой Машей, тоже пережившей Холокост. Герман, сказав жене, что уезжает на ярмарку в Филадельфию, вместо этого встречается с Машей. Всё становится ещё запутаннее, когда появляется первая, считавшаяся погибшей во время войны, жена Бродера. Пока Герман решает, с кем из трёх женщин ему жить, они, вместо, казалось бы, очевидной вражды, находят пути к дружному сосуществованию…

## В ролях
- Рон Сильвер — Герман Бродер
- Анжелика Хьюстон — Тамара Бродер
- Лена Олин — Маша
- Маргарет Софи Стайн (Малгожата Зайончковска) — Ядвига
- Алан Кинг — Рабби Лембек
- Джудит Малина — мать Маши
- Элия Баскин — Яша Котик
- Пол Мазурски — Леон Тортшинер, муж Маши

## Съёмочная группа
- Режиссёр: Пол Мазурски
- Сценаристы: Роджер Л. Саймон, Пол Мазурски
- Продюсер: Пол Мазурски
- Композитор: Морис Жар
- Оператор: Фред Мэрфи
- Художник-постановщик: Стивен Джордан
- Художник по декорациям: Пато Гузман
- Художник по костюмам: Альберт Вольски
- Монтажёр: Стюарт Паппи

## Номинации
- 1989 Оскар
  - Лучшая актриса второго плана (Анжелика Хьюстон, Лина Олин)
  - Лучший сценарий-адаптация (Пол Мазурски)